# Flock (webbrowser)
Flock was een webbrowser gebaseerd op het opensourceproject Chromium en maakte net als Chromium gebruik van de layout engine WebKit. Tot versie 3.0 maakte de browser gebruik van de layout engine Gecko van Mozilla. De browser onderscheidde zich van andere browsers door het sociale aspect middels de ingebouwde ondersteuning van sociaalnetwerksites en Web 2.0-mogelijkheden. Zo was er een editor voor het onderhouden van weblogs, aanmelding van RSS-feeds en ondersteuning van foto-uploaddiensten. Ook konden de meeste extensies van Google Chrome gebruikt worden met Flock.
Flock, Inc. werd opgericht in 2005 en was gevestigd in Redwood City, Californië. Op 2 november 2007 werd versie 1.0 uitgebracht, versie 2.0 volgde op 14 oktober 2008. De browser werd in januari 2011 opgekocht door Zynga en stopgezet op 26 april 2011. Zynga beveelt gebruikers aan om over te stappen op Google Chrome of Mozilla Firefox.

## Afbeelding

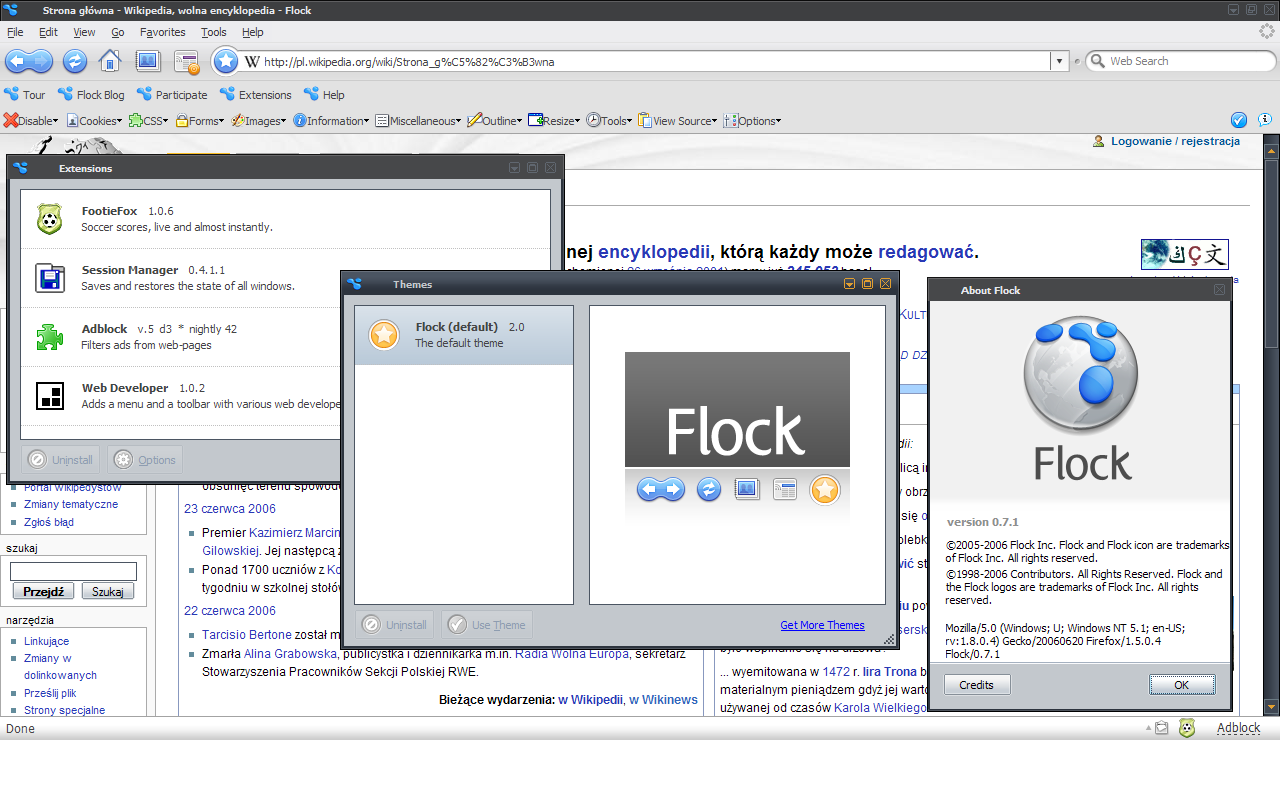
Een oudere versie van Flock gebaseerd op Firefox